# Палац у Берлінцях Лісових
За адмін.поділом 16 ст. Летичівський повіт 16 ст.
За адмін.поділом 19 ст. Могилівський повіт 19 ст.
За адмін.поділом 20 ст. Барський район
Берлінці лісові-відомі ще в 15 ст. Поселення носило тоді назву Берніче та Височок. В 1545 королева Бона надала поселення Андрію Берлінському гербу Колумна. В 1786 Мартин Святополк-Четвертинський переказав свій маєток в Берлінцях Лісових - Франциску Ревуському. Він вже продав маєток Лукашові Уруському (?-1820), в родині Уруських Берлінці Лісові знаходились до 1917 р.
Достовірно не відомо хто і коли вибудував в Берлінцях Лісових двоповерховий палац. Палац будувався ймовірно в різні часи. Так його середина була перебудована швидше всього з оборонного замку. А бічні частини добудовані у стилі неоготики в сер. 19 ст. Головний корпус палацу був накритий високим дахом.